# Roland (japanische Automarke)
Roland war eine Automarke aus Japan.

## Markengeschichte
Katsuo Kawamata begann 1930 mit der Produktion von Automobilen. Der Markenname lautete Roland. Es ist nicht bekannt, wann die Produktion endete. Insgesamt entstanden etwa 20 Fahrzeuge.
Eine andere Quelle nennt das Jahr 1931, den Namen Kazuo Kawamada, ebenfalls 20 Fahrzeuge, und dass die Marke Tsukuba von Tōkyō Jidōsha Seizo ab 1935 als Nachfolger anzusehen ist.

## Fahrzeuge
Das einzige Modell ähnelte einem verkleinerten Cord L-29 von Cord. Ein V2-Motor mit 27 PS Leistung trieb die Vorderräder an.
Eine andere Quelle bestätigt die optische Kopie des Cord und den Frontantrieb. Genannt werden Motoren mit 500 cm³ Hubraum und 19 PS Leistung sowie mit 736 cm³ Hubraum und 18 PS. Zur Wahl standen ein Roadster und ein zweitüriger Phaeton. Die Fahrzeuge waren 320 cm lang.